# Bình Vũ
Bình Vũ chữ Hán giản thể: 平武县, Hán Việt: Bình Vũ huyện) là một huyện thuộc địa cấp thị Miên Dương, tỉnh Tứ Xuyên, Cộng hòa Nhân dân Trung Hoa. Huyện này có diện tích 5974 km2, dân số năm 2002 là 190.000 người.
Bình Vũ được chia thành 9 trấn, 7 hương và 9 hương dân tộc.
- Trấn: Long An, Bình Thông, Đậu Khấu, Hưởng Nham, Nam Bá, Cổ Thành, Đại Kiều, Thủy Tinh, Đại Ấn.
- Hương: Bá Tử, Cao Thôn, Khoát Đạt, Cựu Bảom Thủy Điền, Thủy Quan, Thổ Thành.
- Hương dân tộc: hương dân tộc Tạng Hoàng Dương Quan, hương dân tộc Tạng Mộc Bì, hương dân tộc Khương Bình Nam, hương dân tộc Tạng Bạch Mã, hương dân tộc Khương Từ Đường, hương dân tộc Khương Toả Giang, hương dân tộc Tạng Hổ Nha, hương dân tộc Tạng Tứ Nhĩ, hương dân tộc Tạng Mộc Toạ.